# Бружикс, Марис
Марис Бружикс (латыш. Māris Bružiks; род. 25 августа 1962, Плявиняс) — советский и латвийский легкоатлет, специалист по тройному прыжку. Выступал за сборные СССР и Латвии по лёгкой атлетике в 1980-х и 1990-х годах, обладатель серебряной медали чемпионата мира в помещении, бронзовый призёр Универсиады, серебряный и бронзовый призёр чемпионата Европы, двукратный чемпион Европы в помещении, действующий рекордсмен Латвии в тройном прыжке на открытом стадионе и в закрытых помещениях, участник летних Олимпийских игр в Барселоне. Мастер спорта СССР международного класса. Также известен как тренер по физической подготовке.

## Биография
Марис Бружикс родился 25 августа 1962 года в городе Плявиняс Латвийской ССР.
Занимался лёгкой атлетикой под руководством тренеров Игоря Лулле, Таливалдиса Будевича, Валентина Войнова. Выступал за спортивное общество «Даугава» (Стучка) и Вооружённые Силы (Рига).
Впервые заявил о себе на всесоюзном уровне в сезоне 1984 года, когда в тройном прыжке выиграл бронзовую медаль на зимнем чемпионате СССР в Москве.
В 1986 году вновь взял бронзу на зимнем чемпионате СССР в Москве. Попав в состав советской сборной, выступил на чемпионате Европы в помещении в Мадриде, где с ныне действующим национальным рекордом Латвии 17,54 превзошёл всех соперников и завоевал золотую медаль. Позднее получил серебро на чемпионате Европы в Штутгарте — с результатом 17,33 уступил только болгарину Христо Маркову.
В 1987 году занял седьмое место на чемпионате мира в помещении в Индианаполисе. Будучи студентом, представлял Советский Союз на Универсиаде в Загребе — в финале прыгнул на 16,90 метра, став бронзовым призёром.
В сентябре 1988 года на домашних соревнованиях в Риге установил ныне действующий национальный рекорд Латвии в тройном прыжке на открытом стадионе — 17,56 метра. С этим результатом по итогам сезона расположился на пятой строке мирового рейтинга.
После распада СССР Бружикс остался действующим спортсменом и продолжил принимать участие в крупнейших международных стартах в составе латвийской национальной сборной. Так, в 1992 году он был четвёртым на чемпионате Европы в помещении в Генуе, десятым на летних Олимпийских играх в Барселоне, четвёртым на Кубке мира в Гаване.
В 1993 году выиграл серебряную медаль на чемпионате мира в помещении в Торонто, тогда как на чемпионате мира в Штутгарте в финал не вышел.
В 1994 году занял шестое место на чемпионате Европы в помещении в Париже, получил бронзовую награду на чемпионате Европы в Хельсинки.
В 1995 году закрыл десятку сильнейших на чемпионате мира в Гётеборге.
В 1996 году победил на чемпионате Европы в помещении в Стокгольме. Находился в стартовом листе Олимпийских игр в Атланте, но в итоге на старт здесь не вышел.
На чемпионате мира 1997 года в Афинах прыгнул на 16,35 метра, чего оказалось недостаточно для выхода в финал.
Завершил спортивную карьеру по окончании сезона 1998 года.
Работал тренером по физической подготовке в баскетбольных клубах «Вентспилс» и «Лиепаяс Лаувас», в сборной Украины по баскетболу.